# Linh Thông
Linh Thông là một xã thuộc huyện Định Hóa, tỉnh Thái Nguyên, Việt Nam.

## Địa lý
Linh Thông là xã cực bắc của huyện Định Hóa và tỉnh Thái Nguyên, có vị trí địa lý:
- Phía nam giáp xã Lam Vỹ và xã Quy Kỳ
- Các phía còn lại giáp tỉnh Bắc Kạn.

Xã Linh Thông có diện tích 28,76 km², dân số năm 1999 là 2.926 người, mật độ dân số đạt 102 người/km².

## Lịch sử
Sau năm 1975, Linh Thông là một xã thuộc huyện Định Hóa.
Đến năm 2019, xã Linh Thông được chia thành 13 xóm: Làng Mới, Bản Lại, Nà Chát, Bản Trang, Nà Lá, Nà Chú, Nà Mị, Tân Thái, Bản Noóng, Tân Trào, Cốc Móc, Tân Vàng, Bản Vèn.
Ngày 11 tháng 12 năm 2019, sáp nhập hai xóm Bản Lại và Làng Mới thành xóm Bản Mới, sáp nhập xóm Nà Lá vào xóm Nà Chú, sáp nhập hai xóm Tân Thái và Nà Mị thành xóm Nà Mỵ, sáp nhập hai xóm Bản Noóng và Tân Trào thành xóm Linh Sơn.

## Hành chính
Xã Linh Thông được chia thành 9 xóm: Bản Mới, Bản Trang, Bản Vèn, Cốc Móc, Linh Sơn, Nà Mỵ, Nà Chát, Nà Chú, Tân Vàng.

## Kinh tế - xã hội
Linh Thông được biết đến là một xã vùng sâu, xã nằm lọt thỏm giữa "3 bề 4 bên" là núi đá. Đất lúa của Linh Thông chỉ có 190 ha nhưng gieo trồng được hai vụ, giống lúa chủ yếu là Bao thai và một số loại nếp đặc sản như nếp cái Hoa vàng, nếp Vải.
Trên địa bàn xã có hang Chờ, là một hang động đẹp và có tiềm năng về du lịch.